# Niżnieje Sołotino
Niżnieje Sołotino (ros. Нижнее Солотино) – wieś (sieło) w Rosji, w obwodzie kurskim, w rejonie obojańskim. W 2010 liczyła 348 mieszkańców.